# Hueyimin bo
Huejmin bo (dunganisch Хуэймин бо) ist die weltweit einzige dunganischsprachige Zeitung. Sie erscheint in der kirgisischen Hauptstadt Bischkek.
Die Zeitung wurde 1932, während der sowjetischen Zeit, unter dem Namen Dun Huehshchir gegründet. 1939 wurde die Veröffentlichung eingestellt, 1957 allerdings wieder aufgenommen. 1959 änderte sich der Name des Blatts in „Shijyuehdi chi“ (Шийүәди чи, „Banner des Oktober“). Zur Zeit der Sowjetunion erschien die Zeitung zwei Mal im Monat, die Auflage betrug etwa 4400 Exemplare. Zudem schrieb auch der Schriftsteller Jassyr Schiwasa zeitweise für das Blatt. Mit der Auflösung der Sowjetunion erfolgte in den 1990er-Jahren die Umbenennung zum heutigen Titel, auch die Erscheinungsweise änderte sich auf monatlich. Die Auflage beträgt heute etwa 3000 Exemplare.